# Rallye Marokko 1973
Die 16. Rallye Marokko war der fünfte Lauf zur Rallye-Weltmeisterschaft 1973. Sie fand vom 8. bis zum 13. Mai in der Region von Casablanca und Rabat statt.

## Klassifikationen

### Endergebnis
| Rang | Fahrer              | Co-Pilot              | Auto                      | Zeit (Std.) | Rückstand Sieger (Std./Min./Sek.) Rückstand V (Std./Min./Sek.) |
| ---- | ------------------- | --------------------- | ------------------------- | ----------- | -------------------------------------------------------------- |
| 1    | Bernard Darniche    | Alain Mahé            | Alpine-Renault A110 1800  | 15:01:22    | 0:00:00                                                        |
| 2    | Bob Neyret          | Jacques Terramorsi    | Citroën DS23              | 15:20:04    | 0:18:42                                                        |
| 3    | Richard Bochnicek   | Sepp-Dieter Kernmayer | Citroën DS23              | 15:34:37    | 0:33:15 0:14:33                                                |
| 4    | Raymond Ponnelle    | Pierre de Serpos      | Citroën DS23              | 15:39:56    | 0:38:34 0:05:19                                                |
| 5    | Jean-Pierre Nicolas | Michel Vial           | Alpine-Renault A110 1800  | 15:52:00    | 0:50:38 0:12:04                                                |
| 6    | Björn Waldegård     | Fergus Sager          | Fiat 124 Abarth Rallye    | 15:59:43    | 0:58:21 0:07:43                                                |
| 7    | Jean-Luc Thérier    | Christian Delferier   | Alpine-Renault A110 1600S | 16:18:16    | 1:16:54 0:18:33                                                |
| 8    | Jean Deschazeaux    | Jean Plassard         | Citroën DS23              | 16:48:26    | 1:47:04 0:30:10                                                |
| 9    | Lorenzo Merlone     | Riccardo Mortara      | Volvo 142S                | 17:53:47    | 2:52:25 1:05:21                                                |
| 10   | Claudine Bouchet    | Marie-Pierre Palayer  | Peugeot 504 Ti            | 18:03:33    | 3:02:11 0:09:46                                                |

Insgesamt wurden 12 Fahrzeuge klassiert.

### Herstellerwertung
| Pos. | Team           | Punkte |
| ---- | -------------- | ------ |
| 1    | Alpine Renault | 72     |
| 2    | Fiat           | 31     |
| 3    | Citroën        | 27     |
| 4    | Datsun         | 22     |
| 5    | Saab           | 20     |

Die Fahrer-Weltmeisterschaft wurde erst ab 1979 ausgeschrieben.